# Нейтралітет Швейцарії
Нейтралітет Швейцарії є одним із головних принципів зовнішньої політики Швейцарії, який проголошує, що Швейцарія не має права брати участь у збройних чи політичних конфліктах між іншими державами. Ця політика є самонав’язаною і призначена для забезпечення зовнішньої безпеки та підтримки миру.
Швейцарія має найстарішу політику військового нейтралітету у світі; вона не брала участі у війнах з тих пір, як її нейтралітет було встановлено Паризьким договором 1815 року.
Хоча європейські держави (Австрія, Франція, Велика Британія, Португалія, Пруссія, Росія, Іспанія та Швеція) погодилися на Віденському конгресі в травні 1815 року, що Швейцарія має бути нейтральною, остаточна ратифікація була відкладена до тих пір, поки Наполеон Бонапарт не був переможений, оскільки деякі сили коаліції можуть вторгнутися у Францію через територію Швейцарії.
Країна має історію озброєного нейтралітету, починаючи з часів Реформації; вона не перебувала у стані міжнародної війни з 1815 року і не входила до Організації Об'єднаних Націй до 2002 року. Вона проводить активну зовнішню політику і часто бере участь у миротворчих процесах у всьому світі.

## Походження
Початок політики нейтралітету Швейцарії можна віднести до поразки Старої Швейцарської Конфедерації в битві при Мариньяно у вересні 1515 року або мирного договору, підписаного Швейцарською Конфедерацією з Францією 12 листопада 1516 року. До цього часу Швейцарська Конфедерація проводила експансіоністську зовнішню політику.
Вестфальський мир 1648 року став ще одним важливим кроком у розвитку нейтралітету Швейцарії. Іншим країнам було заборонено проїзд через територію Швейцарії, а Конфедерація стала юридично незалежною від Священної Римської імперії. Хоча вона була незалежною від Імперії де-факто з 1499 року.
Вторгнення Французької Першої Республіки в Швейцарію в 1798 році завершилося створенням держави-супутника під назвою Гельветська Республіка. Хоча в конституції Швейцарії 1798 року та в Акті про посередництво 1803 року було зазначено, що Франція захищатиме незалежність і нейтралітет Швейцарії, ці обіцянки не були дотримані.  З останнім актом Швейцарія підписала договір про оборонний союз із Францією. Під час Реставрації Конституція Швейцарської Конфедерації та Акт Паризького договору про нейтралітет Швейцарії підтвердили нейтралітет Швейцарії.
Датування нейтралітету 1516 роком заперечується сучасними істориками. До 1895 року жоден історик не згадував битву при Мариньяно, як початок нейтралітету. Нову дату нейтралітету слід розглядати у світлі погроз кількох великих держав у 1889 році скасувати нейтралітет, наданий Швейцарії в 1815 році. Публікація Поля Швейцера під назвою Geschichte der schweizerischen Neutralität намагалася показати, що нейтралітет Швейцарії не був наданий іншими націями, але це було рішення, яке вони прийняли самі, і тому не могло бути скасованим іншими. Пізніше однойменна публікація Едгара Бонжура, опублікована між 1946 і 1975 роками, розширила цю тезу.

## Участь у світових війнах

### Перша світова війна
Під час Першої світової війни Швейцарія підтримувала свою політику нейтралітету, незважаючи на спільні сухопутні кордони з двома центральними державами (Німеччиною та Австро-Угорщиною) та двома державами-союзниками (Францією та Італією). Німецькомовна більшість у Швейцарії загалом віддавала перевагу Центральним державам, тоді як франкомовне та італійомовне населення віддало перевагу союзним державам. Це викликало внутрішню напругу; проте країна змогла зберегти нейтралітет.
У 1917 році нейтралітет Швейцарії був поставлений під сумнів справою Грімма-Гоффмана. Роберт Грімм, швейцарський політик-соціаліст, відвідав Росію, намагаючись домовитися про сепаратну мирну угоду між Росією та Німеччиною, щоб припинити війну на Східному фронті в інтересах соціалізму. Грімма підтримав Артур Гофман, швейцарський федеральний радник, який очолював політичний департамент і очолював міністерство закордонних справ. Однак Гофман не консультувався зі своїми колегами-радниками щодо цієї ініціативи, і коли телеграма, надіслана між Гріммом і Гофманом, була оприлюднена, союзні держави були обурені.

### Міжвоєнний період
Ліга Націй офіційно визнала нейтралітет Швейцарії 13 лютого 1920 року. Хоча ця політика не викликала загального захоплення, її поважали інші країни. Як данина поваги, всесвітня організація навіть обрала Женеву своєю штаб-квартирою. Організація також звільнила Швейцарію від військових зобов'язань. Однак країна була змушена прийняти так званий «диференційний нейтралітет», який вимагав від Швейцарії участі в економічних санкціях, зберігаючи при цьому свій військовий нейтралітет, політику, яку спочатку вітали для встановлення швейцарської солідарності з міжнародними зусиллями щодо сприяння мирному світовому порядку. Однак у березні 1938 р., швейцарський уряд все більше став незадоволеним таким типом нейтралітету і повернувся до абсолютного нейтралітету. Цей зсув стався не тільки тому, що швейцарці усвідомили цінність своєї традиційної політики, а й через погіршення європейських економічних і політичних відносин у період, що передував Другій світовій війні.

### Друга Світова війна
Більшу частину Другої світової війни Швейцарія опинилася повністю оточеною державами Осі та була контрольованою ними територією. Нацистська Німеччина планувала вторгнення в Швейцарію, і Швейцарія готувалася до такої ситуації. У якийсь момент Швейцарія мобілізувала 850 000 солдатів. Під керівництвом Анрі Гізана Швейцарія розробила план національного редуту на випадок вторгнення.
Хоча багато хто критикував Швейцарію за її неоднозначну позицію під час Другої світової війни, її нейтралітет неодноразово оцінювався як європейськими, так і неєвропейськими лідерами.
У 1943 році Швейцарія зупинила американські та британські літаки, в основному бомбардувальники, які пролетіли над Швейцарією під час Другої світової війни. Неодноразово під час війни літаки союзників порушували повітряний простір Швейцарії; здебільшого пошкоджені бомбардувальники союзників, які поверталися з нальотів на Італію та Німеччину, екіпажі яких воліли інтернувати швейцарці, ніж ставати військовополоненими. Понад сотню екіпажів літаків союзників було інтерновано та розміщено на гірськолижних курортах, які після початку війни залишилися занедбаними через брак туристів. Там їх мали тримати до закінчення війни. Щонайменше 940 американських пілотів намагалися втекти до Франції після вторгнення в Нормандію, але швейцарська влада перехопила 183 інтернованих. Понад 160 з цих льотчиків були ув'язнені в швейцарському таборі для в'язнів, відомому як Ваувілермоос, який був розташований поблизу Люцерна і яким командував Андре Беґен, пронацистський швейцарський офіцер. Американські інтерновані залишалися у Ваувілермусі до листопада 1944 року, коли Державний департамент США вніс протести проти швейцарського уряду і врешті домігся їхнього звільнення.
Швейцарія була оточена територією, контрольованою Осі; це означало, що вони також постраждали від бомбардувань союзників під час війни — прикладом цього може бути, коли Шаффхаузен був випадково бомбардований американськими літаками 1 квітня 1944 року, місто помилково прийняли за Людвігсхафен-на-Рейні, німецьке місто за 284 кілометри.
Ці інциденти з бомбардуваннями перевірили нейтралітет Швейцарії, оскільки це показало поблажливість швейцарців до порушень повітряного простору союзниками. Бомбардування тривали, і врешті-решт Швейцарія оголосила політику нульової терпимості до порушень з боку літаків Осі або союзників і санкціонувала атаки на американську авіацію.
Швейцарці, хоча і дещо скептично відреагували, проте сприйняли ці порушення свого нейтралітету як «випадковості». Сполучені Штати були попереджені, що поодинокі літаки будуть примушені до приземлення проте їхнім екіпажам все одно буде дозволено шукати притулок, але формування бомбардувальників, які порушують повітряний простір, будуть перехоплені та знищені. У той час як американські політики та дипломати намагалися мінімізувати політичний збиток, завданий цими інцидентами, інші дотримувалися більш ворожої точки зору. Деякі старші командири стверджували, що, оскільки Швейцарія була «повна німецьких симпатиків», вона заслуговує на бомбардування. Генерал Генрі Арнольд, командувач ВПС США, навіть припустив, що саме німці літали захопленими літаками союзників над Швейцарією, намагаючись здобути пропагандистську перемогу.

## 1945 – зараз
Після Другої світової війни Швейцарія почала брати активнішу роль у гуманітарній діяльності.
Вона приєдналася до Організації Об'єднаних Націй після референдуму в березні 2002 року. Через 10 років після того, як Швейцарія приєдналася до ООН, у зафіксованих голосуваннях на Генеральній Асамблеї ООН, країна посідала середню позицію, час від часу стоячи на стороні таких держав-членів, як Сполучені Штати та Ізраїль, а в інший час – таких, як Китай. У Раді ООН з прав людини Швейцарія набагато більше стояла на стороні західних країн і проти таких країн, як Китай і Росія.
Швейцарія брала участь у розробці Міжнародного кодексу поведінки постачальників приватних охоронних послуг, призначеного як механізм нагляду за приватними постачальниками послуг безпеки. У вересні 2015 року було введено «Федеральний закон про приватні охоронні послуги, які надаються закордоном», щоб «зберегти нейтралітет Швейцарії», як зазначено в його першій статті. Він вимагає від швейцарських приватних охоронних компаній декларувати всі операції, що проводяться за кордоном, і дотримуватися Міжнародного кодексу поведінки постачальників приватних охоронних послуг. Більше того, в ньому сказано, що жодна фізична чи моральна особа, яка підпадає під дію цього закону, не може брати участь безпосередньо — чи опосередковано через пропозицію приватних охоронних послуг — у будь-яких військових діях за кордоном. У 2016 році відділ приватних охоронних служб (SPSS), органу Федерального департаменту закордонних справ, який відповідає за процедури, визначені новим законом, отримав 300 запитів на погодження.
У 2011 році Швейцарія зареєструвалася як кандидат на місце в Раді Безпеки ООН на 2023–2024 роки. У звіті за 2015 рік, запитаному парламентом, уряд заявив, що місце Швейцарії в Раді Безпеки буде «повністю сумісне з принципами нейтралітету та політикою нейтралітету Швейцарії». Противники проекту, такі як колишній посол Поль Відмер, вважають, що це місце «поставить під загрозу нейтралітет країни».
Опитування 2018 року показало, що 95% швейцарців виступають за збереження нейтралітету.

## Критика
Нейтралітет Швейцарії часом ставиться під сумнів, зокрема щодо ролі Швейцарії під час Другої світової війни та МКЧХ. Пограбованого нацистського золота, а згодом під час операції «Гладіо», її підтримки режиму апартеїду в Південній Африці та участі в нещодавній у справі про шпигунство Crypto AG, а також в інших випадках.